# Willem Sluyter
Willem Sluyter (Neede, 1627 – Zwolle, december 1673) was een Nederlandse predikant en dichter.

## Levensloop
Sluyter werd geboren in Neede als zoon van Tilman Sluyter en Geertjen Saalkink die te Neede huwden in 1625. Hij studeerde theologie in Utrecht bij Gijsbertus Voetius. In 1652 werd hij predikant te Eibergen. In het Rampjaar 1672 moest hij zijn gemeente ontvluchten, toen de bisschop van Munster, Bernhard van Galen Oost-Nederland bezette.
In 1662 was hij te Borculo getrouwd met Margareta Sibylla Hoornaert, dochter van Joannes Hoornaert, rentmeester van de heer van Borculo. In 1664 werd hun zoon Johannes gedoopt. Deze werd later predikant te Raalte. In Zwolle zocht hij later zijn toevlucht bij zijn zwager waar hij overleed. Sluyter is begraven in de Grote of Sint-Michaëlskerk.
Sluyter schreef zowel religieuze poëzie als lofzangen op het eenvoudige leven op het platteland. Van hem zijn de beroemde dichtregels: 
‘Waer iemand duisent vreugden soek
Mijn vreugt is in dees' achter-hoek’.
Sluyter werd tot ver in de negentiende eeuw nog in de Achterhoek gelezen door de plattelandsbevolking.

## Werken
- Buyten-Leven, Eensaem Huys- en Winter-leven, Somer- en Winter-leven
- Eybergsche Sang-lust
- Lantleven
- Psalmen, Lofsangen en Geestelike Liedekens (1661)